# バンガー (ウェールズ)
バンガー (Bangor、英語: [ˈbæŋɡər]）またはバンゴル（ウェールズ語: [ˈbaŋɡɔr]）は、イギリス・ウェールズ北西部の単一自治体グゥイネッズにある大聖堂シティ、コミュニティである。イギリスでは最小のシティの一つであるとともに、ウェールズ最古のシティでもある。歴史的にはカーナヴォンシャーに属し、バンガー大学を中心とした大学町として発展している。

## 地理
メナイ海峡近くの北ウェールズの海岸に位置し、シティ東部にはバンゴー山がある。また、シティ内には、アデア川とケーギン川の川があり、ケーギン川は、シティ東端のペンリン港に達する。

## 歴史
バンガーの歴史は、6世紀初頭の聖デニオールによる修道院（現在のバンガー大聖堂）の建立に始まる。1557年にフライアーズ・スクールが文法学校として開校し、1884年にはユニバーシティ・カレッジ・オブ・ノースウェールズ（後のバンガー大学）が創設された。第二次世界大戦の際には、ロンドン大学の学生やBBCの一部の疎開先になった。

## 地域
ウェールズにある6つのシティの1つである。シティ内は、デイニオル、デウィ、ガース、グライダー、ヘンダー、ヒロー、マーチョグ、メナイの6地区に分かれる。
2001年の国勢調査における人口は13,725人であった。ただし、人口にはバンガー大学の学生約10,000人は含まれていない。2001年の国勢調査によると、学生でない住人の46.6%がウェールズ語を話すが、グウィネズの中で、その割合は少ない方である。

## 文化

### バンガー大聖堂
英国最古とされる大聖堂で、525年に聖デニオールが創建した修道院に始まる。1073年にノルマン人により破壊されるが、12世紀に再建される。その後もジョン王やエドワード1世の攻撃を受けるなか、増改築が繰り返された。内部は白壁の木造建築で、15世紀に作られた木彫のキリスト像などがある。

### バンガー・ガース桟橋
1896年に供用開始。アングルシー島やマン島とのフェリーの発着基地であったが、バスの普及などを背景に、1971年に閉鎖。1984年に歴史建造物に指定され、1988年に観光施設として再開された。ビクトリア朝の雰囲気を今に留め、全長は458メートルに達する桟橋である。
- バンガーを見下ろす（1860年）
- バンガー大聖堂
- ガース桟橋

## 教育
大学
- バンガー大学

専修学校
- メナイ・カレッジ - 継続教育学校

中学校

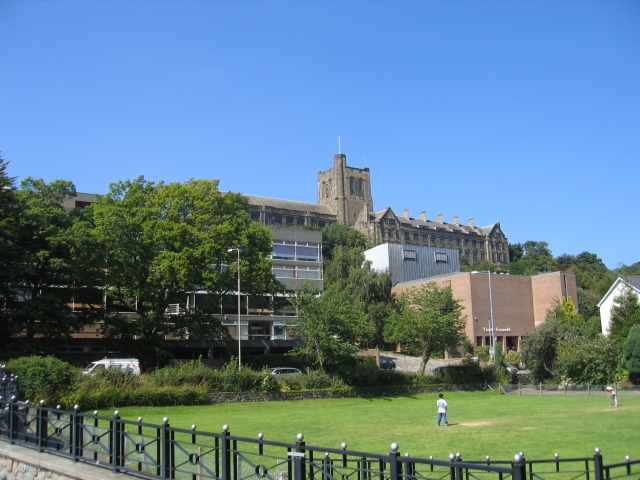
バンガー大学

- フライアーズ中学校 -　ウェールズ最古の学校の一つ
- トライファン中学校

小学校
ヒレル小学校など、7校が所在する。

## 保健医療
グウィネズ病院が位置する。病床数は453.8床で、Betsi Cadwaladr University Health Boardの本部が置かれている。

## 交通

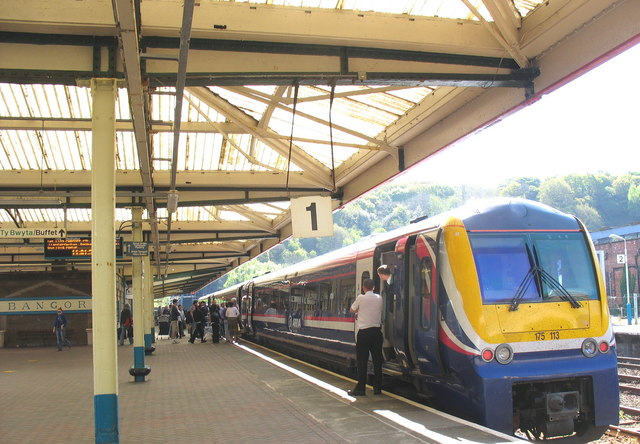
バンガー駅

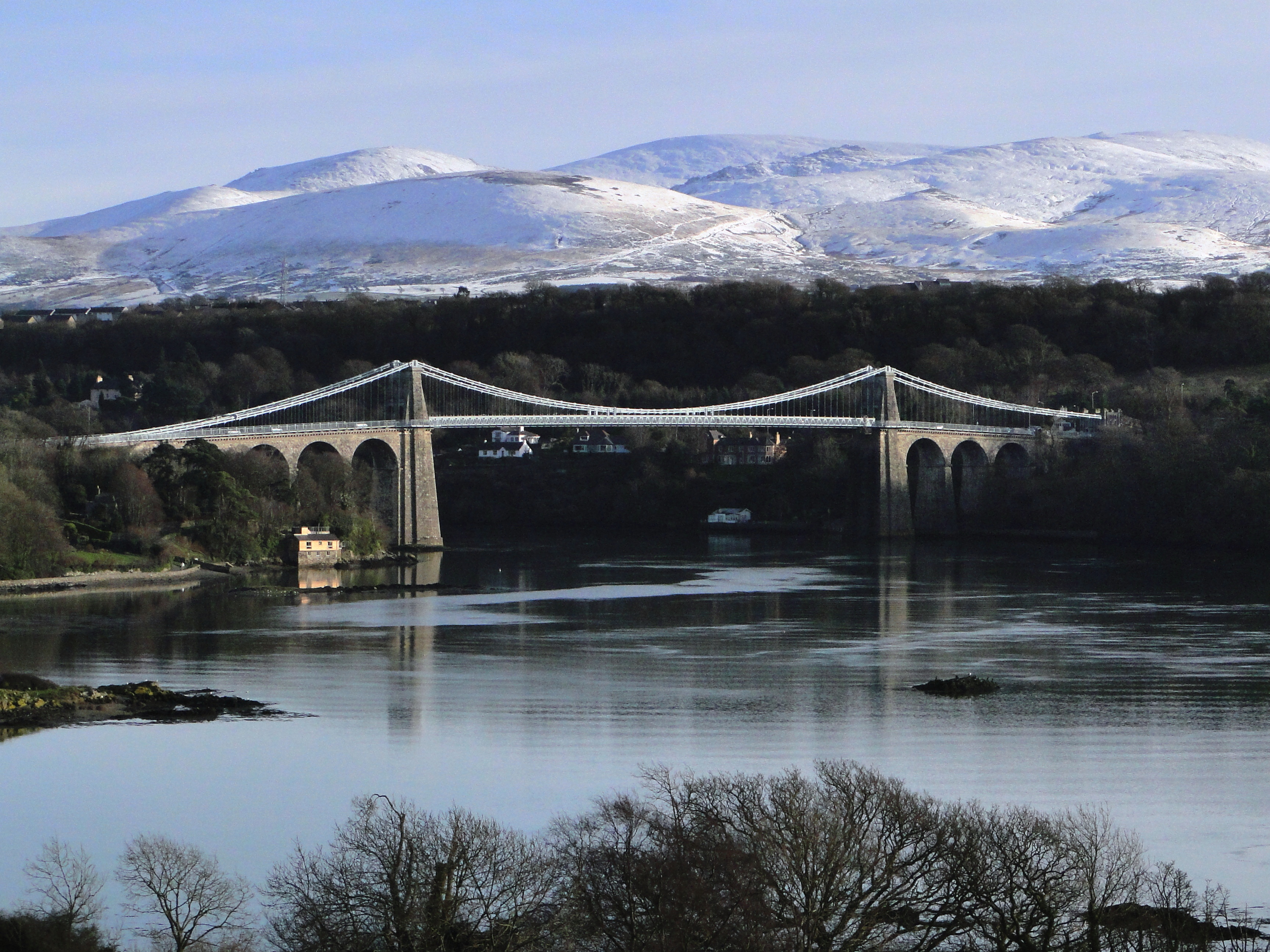
メナイ吊橋

道路は、ナショナル・サイクル・ネットワークの5号線、8号線、85号線が走る。公共鉄道交通として、ノース・ウェールズ・コースト線のバンガー駅が位置する。最寄りの国際線空港は、リバプール・ジョン・レノン空港で、約83マイルの道路距離である。また、アングルシー島と本土をつなぐメナイ吊橋が19世紀建築の傑作として世界的に知られる。

## スポーツチーム
ウェルシュ・プレミアリーグに所属するバンガー・シティFCが本拠を置く。バンガー・シティは同リーグで3度の優勝を経験している（1993-94年、1994-95年、2010-11年）。

## 出身人物
- アレッド・ジョーンズ - 歌手
- ダフィー - 女性シンガーソングライター
- レスリー・デイビス - サッカー選手
- ウェイン・ヘネシー - サッカー選手